# Мотлава
Мотлава (пол. Motława; нім. Mottlau) — річка в Поморському воєводстві в Польщі. Джерело знаходиться в озері Шпегавське, на північний схід від міста Старогард Гданський. Проходить через Рокіцьке озеро до Мертвої Вісли, рукава Вісли. Загальна довжина річки становить 68 км, а площа — 1511,3 км².
Найбільше місто на річці — Гданськ, найбільша притока — Радуня (103 км).
Польська назва Мотлава походить від старопрусської мови. Німецькою мовою річка називається Мотлау.
Загальною теорією щодо етимології міст Гданськ і Гдиня є те, що вони названі на честь давнішої польської та кашубської назви річки Гданя.